# توافقنامه مینسک
توافقنامه مینسک (اوکراینی: Мінський протокол؛ روسی: Минский протокол؛ انگلیسی: Minsk Protocol) توافقی است که به دنبال پایان دادن به جنگ در منطقه دونباس، اوکراین است. این توافق در سال ۲۰۱۴ با میانجیگری رهبران فرانسه و آلمان  و توسط اوکراین، فدراسیون روسیه و سازمان امنیت و همکاری اروپا نوشته شد. پس از گفتگوهای گسترده در مینسک، بلاروس، این توافقنامه توسط سران وقت جمهوری خلق دونتسک و جمهوری خلق لوهانسک امضا شد.